# Фушекур (Вогези)
Фушекур (фр. Fouchécourt) насеље је и општина у североисточној Француској у региону Лорена, у департману Вогези која припада префектури Нефшато.
По подацима из 2011. године у општини је живело 46 становника, а густина насељености је износила 9,87 становника/km². Општина се простире на површини од 4,66 km². Налази се на средњој надморској висини од | метара (максималној 336 m, а минималној 238 m).

## Демографија
| 1962. | 1968. | 1975. | 1982. | 1990. | 1999. | 2011. |
| ----- | ----- | ----- | ----- | ----- | ----- | ----- |
| 126   | 131   | 107   | 78    | 72    | 65    | 46    |

График промене броја становника у току последњих година